# Brzezinki (Kielce)
Pour les articles homonymes, voir Brzezinki.
Brzezinki est une localité polonaise de la gmina de Masłów, située dans le powiat de Kielce en voïvodie de Sainte-Croix.